# José Manuel de la Torre
José Manuel de la Torre Menchaca, né le 13 novembre 1965 à Guadalajara (Mexique), est un entraîneur et un ancien footballeur international mexicain. Durant sa carrière de joueur, il évoluait au poste de milieu offensif devenu entraîneur.

## Carrière
Le 7 septembre 2013, il est licencié par la Fédération mexicaine qui nomme son adjoint, Luis Fernando Tena, à sa place.

## Palmarès

### Joueur
- Chivas de Guadalajara :
  - Champion du Mexique 1987

- CF Puebla :
  - Champion du Mexique 1990

- Club Necaxa :
  - Champion du Tournoi Invierno 1998

### Entraîneur
- Chivas de Guadalajara :
  - Champion du Tournoi Apertura 2006

- Deportivo Toluca :
  - Champion du Tournoi Apertura 2008
  - Champion du Tournoi du Bicentenario 2010

- Équipe du Mexique :
  - Vainqueur de la Gold Cup 2011